# 日本とジブチの関係
日本とジブチの関係（アラビア語: العلاقات اليابانية الجيبوتية、フランス語: Relations Djibouti-Japon、英語: Djibouti–Japan relations）とは、日本とジブチの間における二国間関係である。

## 歴史

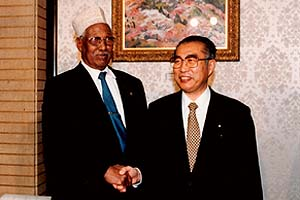
1998年8月25日、内閣総理大臣官邸にて小渕恵三と握手するグレド大統領

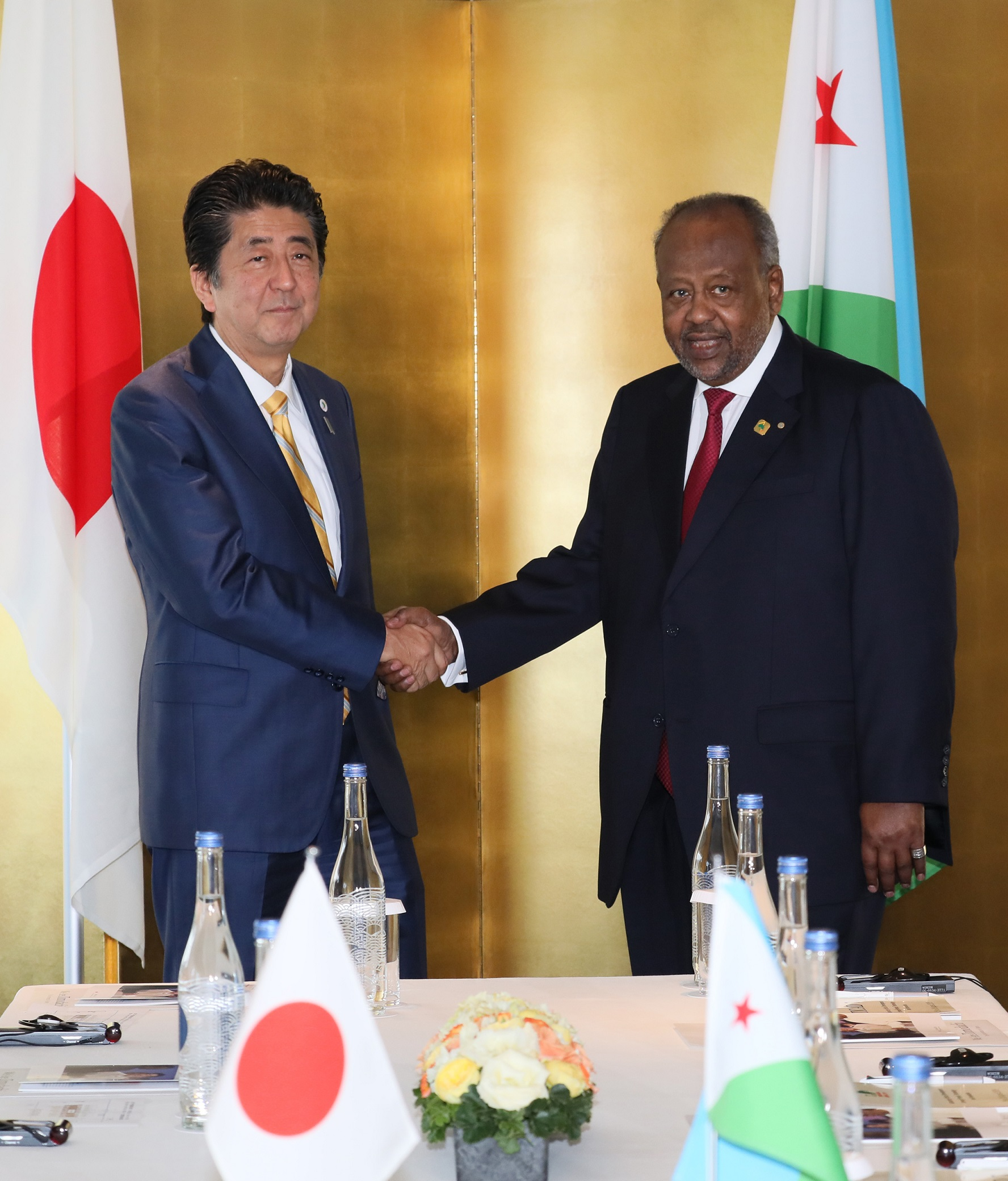
2019年8月29日、横浜国際平和会議場にて安倍晋三と握手するゲレ大統領

1977年6月27日、日本はジブチを主権国家として承認した。日本とジブチとの間における外交関係は、1978年に樹立された。ジブチ政府は、東京に大使館を開設した。
ジブチの大統領ハッサン・グレド・アプティドンは、1995年と1998年に日本へ非公式訪問した。その後アプティドン大統領は、第2回アフリカ開発会議（TICAD II）に参加するために1998年で二度目となる訪日を行なっている。イスマイル・オマル・ゲレ大統領も日本へ国賓訪問しており、2003年9月および2010年12月19～22日に来日した。

## 軍事交流
日本は2009年に、海賊への対処のため派遣した海上保安庁および海上自衛隊の拠点となるジブチとの間で、地位協定を締結した。
日本の海上自衛隊は、2011年よりジブチに海外基地を維持している。ジブチを拠点とする日本の海上防衛力は、アデン湾と紅海の海上護衛および海賊退治を任務とする。海自隊員は2009年から任務を遂行しており、自前の基地を設営する2011年までは、キャンプ・レモニエにおいて海自と同様にジブチに拠点を構えるアメリカ海軍と施設を共用していた。
2020年9月11日、自衛官出身者としては初となる日本の特命全権大使として、元海上自衛官で前防衛省情報本部長の大塚海夫が来たる16日付でジブチ駐箚大使に任命されることが閣議決定された。
ソマリア沖・アデン湾の海賊等事案発生件数は2011年の237件をピークにその後は激減し、2015年以降、発生件数は0か一桁台が続いているが、拠点としての機能は維持されてきた。
2022年末に閣議決定された「安保３文書」のうちの一つである「国家防衛戦略」には、「アフリカ諸国等との間でも、グローバルな課題に対応するという観点から、防衛協力を強化する。特に、海賊対処、在外邦人等の保護・輸送等、この地域における運用基盤の強化等のため、ジブチとの連携を強化し、同国において運営している自衛隊の活動拠点を長期的・安定的に活用する」という一文が加えられた。

## 外交使節

### 駐ジブチ日本大使
1. 西岡淳（2012～2015年）
2. 新井辰夫（2015～2017年）
3. 米谷光司（2017～2020年）
4. 大塚海夫元海将（2020年～）

### 駐日ジブチ大使
1. ラシャッド・アーメッド・サレ・ファラ（英語版）（1989～2004年[9]、信任状捧呈は5月9日[10]）
  - （臨時代理大使）ヤシン・フセイン・ドワレ（2004年）
2. イスマエル・グラル・ブディン（2004～2008年、信任状捧呈は2005年1月5日[11]）
  - （臨時代理大使）ヤシン・フセイン・ドワレ（2008年）
3. アホメド・アライタ・アリ（2008～2021年、信任状捧呈は5月20日[12]）
  - （臨時代理大使）ハッサン・イブラヒム・モハメド（2021年）
4. イブラヒム・ビレ・ドゥアレ（2021年～、信任状捧呈は10月27日[13]）